# Eparchia di Beirut dei Caldei
L'eparchia di Beirut dei Caldei (in latino: Eparchia Berytensis Chaldaeorum) è una sede della Chiesa cattolica caldea in Libano. Nel 2022 contava 17.000 battezzati. È retta dall'eparca Michel Kassarji.

## Territorio
L'eparchia estende la sua giurisdizione sui fedeli della Chiesa cattolica caldea del Libano.
Sede eparchiale è la città di Beirut. A Baabda si trova la cattedrale di San Raffaele arcangelo.
Il territorio è suddiviso in 4 parrocchie.

## Storia
Una piccola comunità cattolica caldea è attestata a Beirut a partire dall'Ottocento, affidata a preti di rito latino o più sovente a quelli della Chiesa cattolica sira. Il primo prete caldeo, Louis Akhras, fu inviato dal patriarcato nel 1875 e le celebrazioni liturgiche si svolgevano nella chiesa di San Giorgio dei siro-cattolici. Nel 1895 il patriarca Audishu V Khayyat fondò il vicariato patriarcale. In seguito agli avvenimenti della prima guerra mondiale la comunità caldea del Libano si rafforzò con un numero sempre più crescente di fedeli fuggiti dalla Turchia.
L'eparchia è stata eretta il 3 luglio 1957 con la bolla Etsi taeterrima di papa Pio XII, con la quale il pontefice ha soppresso l'antica amministrazione apostolica di Gazira superiore dei Caldei e ha istituito la nuova circoscrizione ecclesiastica.

## Cronotassi dei vescovi
Si omettono i periodi di sede vacante non superiori ai 2 anni o non storicamente accertati.
- Gabriel Naamo † (28 giugno 1957 - 12 febbraio 1964 deceduto)
- Gabriel Ganni † (12 febbraio 1964 succeduto - 2 marzo 1966 nominato arcivescovo coadiutore di Bassora[1])
- Raphaël Bidawid † (2 marzo 1966 - 21 maggio 1989 nominato patriarca di Babilonia)
  - Sede vacante (1989-2001)
- Michel Kassarji, dal 12 gennaio 2001

## Statistiche
L'eparchia nel 2022 contava 17.000 battezzati.
| anno | popolazione | popolazione | popolazione | presbiteri | presbiteri | presbiteri | presbiteri                | diaconi | religiosi | religiosi | parrocchie |
| anno | battezzati  | totale      | %           | numero     | secolari   | regolari   | battezzati per presbitero | diaconi | uomini    | donne     | parrocchie |
| ---- | ----------- | ----------- | ----------- | ---------- | ---------- | ---------- | ------------------------- | ------- | --------- | --------- | ---------- |
| 1959 | 3.000       | ?           | ?           | 7          | 5          | 2          | 428                       |         |           |           | 2          |
| 1969 | 5.673       | 5.673       | 100,0       | 7          | 5          | 2          | 810                       |         | 4         |           | 3          |
| 1980 | 7.800       | ?           | ?           | 6          | 4          | 2          | 1.300                     |         | 3         |           | 4          |
| 1990 | 10.500      | ?           | ?           | 7          | 6          | 1          | 1.500                     |         | 2         | 1         | 4          |
| 1999 | 10.000      | ?           | ?           | 1          | 1          |            | 10.000                    |         |           |           | 3          |
| 2000 | 10.000      | ?           | ?           | 1          | 1          |            | 10.000                    | 1       |           |           | 4          |
| 2001 | 12.500      | ?           | ?           | 4          | 2          | 2          | 3.125                     | 2       | 2         |           | 3          |
| 2002 | 13.000      | ?           | ?           | 4          | 2          | 2          | 3.250                     | 2       | 2         | 4         | 3          |
| 2003 | 10.000      | ?           | ?           | 1          | 1          |            | 10.000                    |         |           | 1         | 3          |
| 2004 | 10.000      | ?           | ?           | 2          | 1          | 1          | 5.000                     |         | 1         |           | 3          |
| 2006 | 10.000      | ?           | ?           | 3          | 2          | 1          | 3.333                     |         | 1         | 1         | 3          |
| 2009 | 14.000      | ?           | ?           | 2          | 1          | 1          | 7.000                     |         | 1         | 1         | 3          |
| 2012 | 20.000      | ?           | ?           | 3          | 1          | 2          | 6.666                     |         | 2         | 3         | 3          |
| 2015 | 20.000      | ?           | ?           | 2          | 2          |            | 10.000                    | 1       |           | 3         | 4          |
| 2018 | 20.000      | ?           | ?           | 4          | 3          | 1          | 5.000                     | 1       | 1         | 2         | 4          |
| 2020 | 17.000      | ?           | ?           | 3          | 3          |            | 5.666                     | 1       |           | 3         | 4          |
| 2022 | 17.000      | ?           | ?           | 3          | 3          |            | 5.666                     |         |           | 3         | 4          |